# Labské Chrčice
Labské Chrčice (en allemand : Elbe-Chertschitz) est une commune du district et de la région de Pardubice, en République tchèque. Sa population s'élevait à 313 habitants en 2024.

## Géographie
Labské Chrčice se trouve sur la rive droite de l'Elbe, à 11 km à l'ouest de Přelouč, à 27 km à l'ouest de Pardubice, à 35 km au sud-ouest de Hradec Králové et à 70 km à l'est de Prague.
La commune est limitée par Krakovany et Uhlířská Lhota au nord, par Hlavečník et Selmice à l'est, par Chvaletice au sud et par Kojice et Týnec nad Labem à l'ouest.

## Histoire
La première mention écrite du village date de 1436.

## Transports
Par la route, Labské Chrčice se trouve à 16 km de Chlumec nad Cidlinou, à 17 km de Kolín, à 31 km de Pardubice et à 88 km de Prague. 